# Union internationale des transports publics

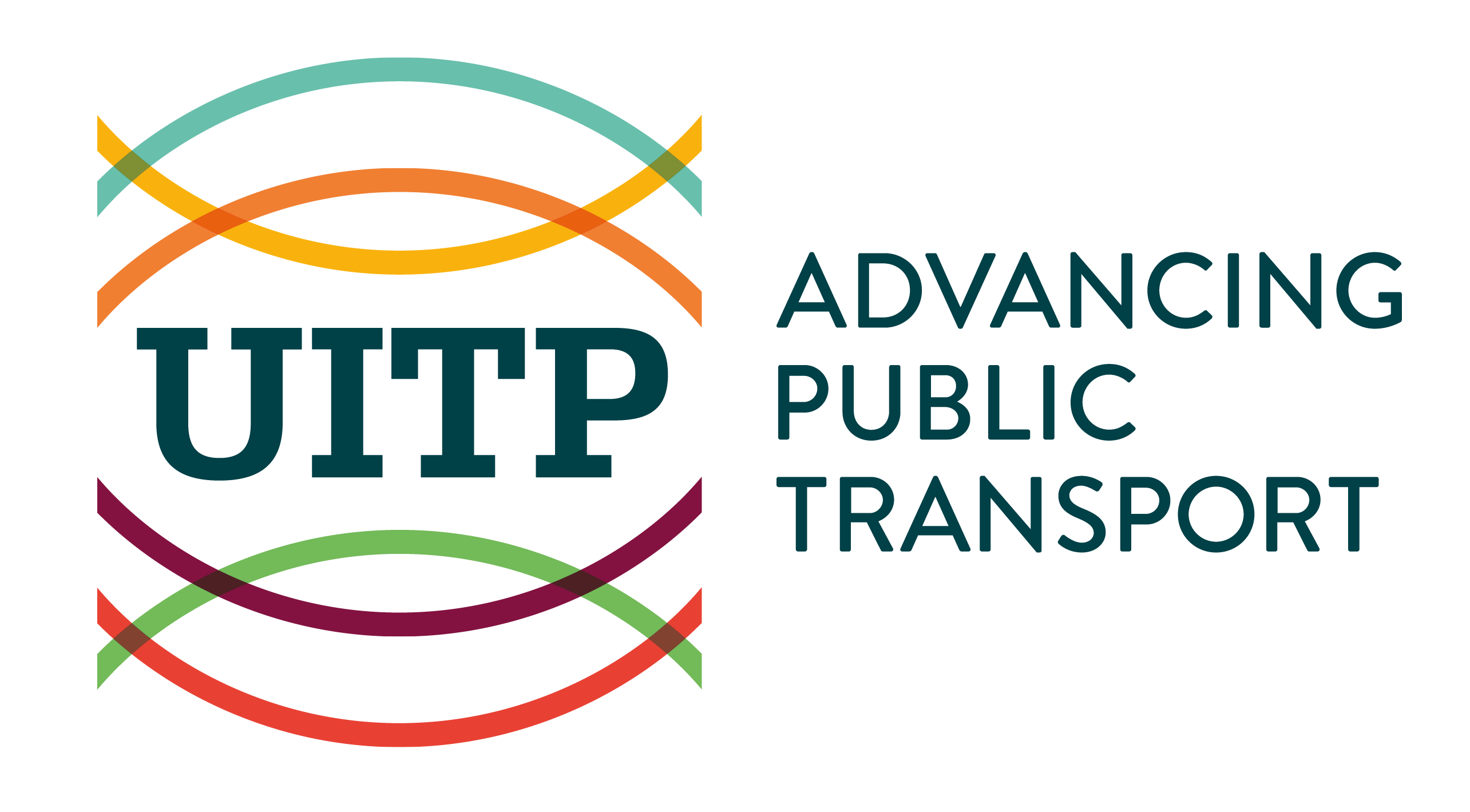
Logotyp.

Union internationale des transports publics (UITP), idag även benämnd International Assocaition of Public Transport, är en internationell organisation för offentligt ägda kollektivtrafikbolag och andra verksamma inom kollektivtrafik. Organisationen har sitt säte i Bryssel. UITP:s första svenska ordförande var Ingemar Bäckström.